# Zaraźnica niebieska
Zaraźnica niebieska, zaraza niebieska  (Phelipanche purpurea (Jacq.) Soják) – gatunek rośliny z rodziny zarazowatych (Orobanchaceae). Występuje naturalnie w Europie, Afryce Północnej oraz w pasie od Azji Zachodniej aż po Himalaje.

## Rozmieszczenie geograficzne
Rośnie naturalnie w Algierii, Maroku, Portugalii, Hiszpanii (wliczając Wyspy Kanaryjskie), Francji (łącznie z Korsyką), Wielkiej Brytanii, Szwecji, Danii, Holandii, Belgii, Niemczech, Polsce, na Słowacji, w Czechach, Austrii, Szwajcarii, na Węgrzech, w Estonii, na Białorusi, Ukrainie (wliczając Krym), w Rosji (w europejskiej jej części oraz na Kaukazie Północnym i Dagestanie), Mołdawii, Włoszech (łącznie z Sycylią), Słowenii, Chorwacji, Bośni i Hercegowinie, Serbii, Czarnogórze, Macedonii Północnej, Albanii, Grecji, Bułgarii, Rumunii, Turcji, Syrii, Gruzji, Armenii, Azerbejdżanie, Iranie, Afganistanie oraz Pakistanie. Występuje między innymi na terenie albańskiego Parku Narodowego Prespa oraz macedońskiego Parku Narodowego Galiczicy. W Polsce jest rzadka. Podawana była ze Śląska, Pomorza, Wyżyny Małopolskiej i Lubelskiej oraz Pienin. Jednakże w ostatnim czasie potwierdzono jej występowanie tylko na jednym stanowisku.

## Morfologia

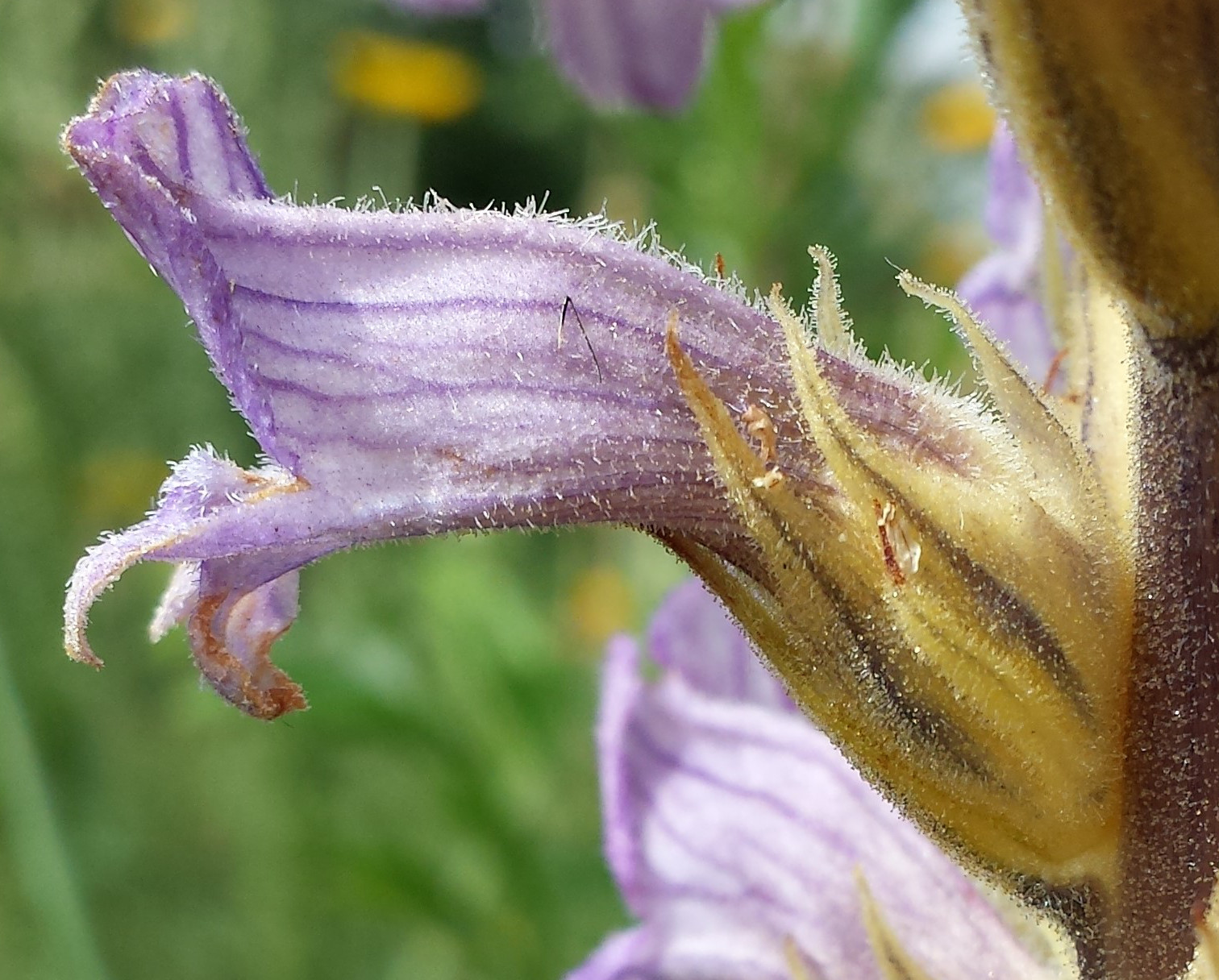
Kwiat

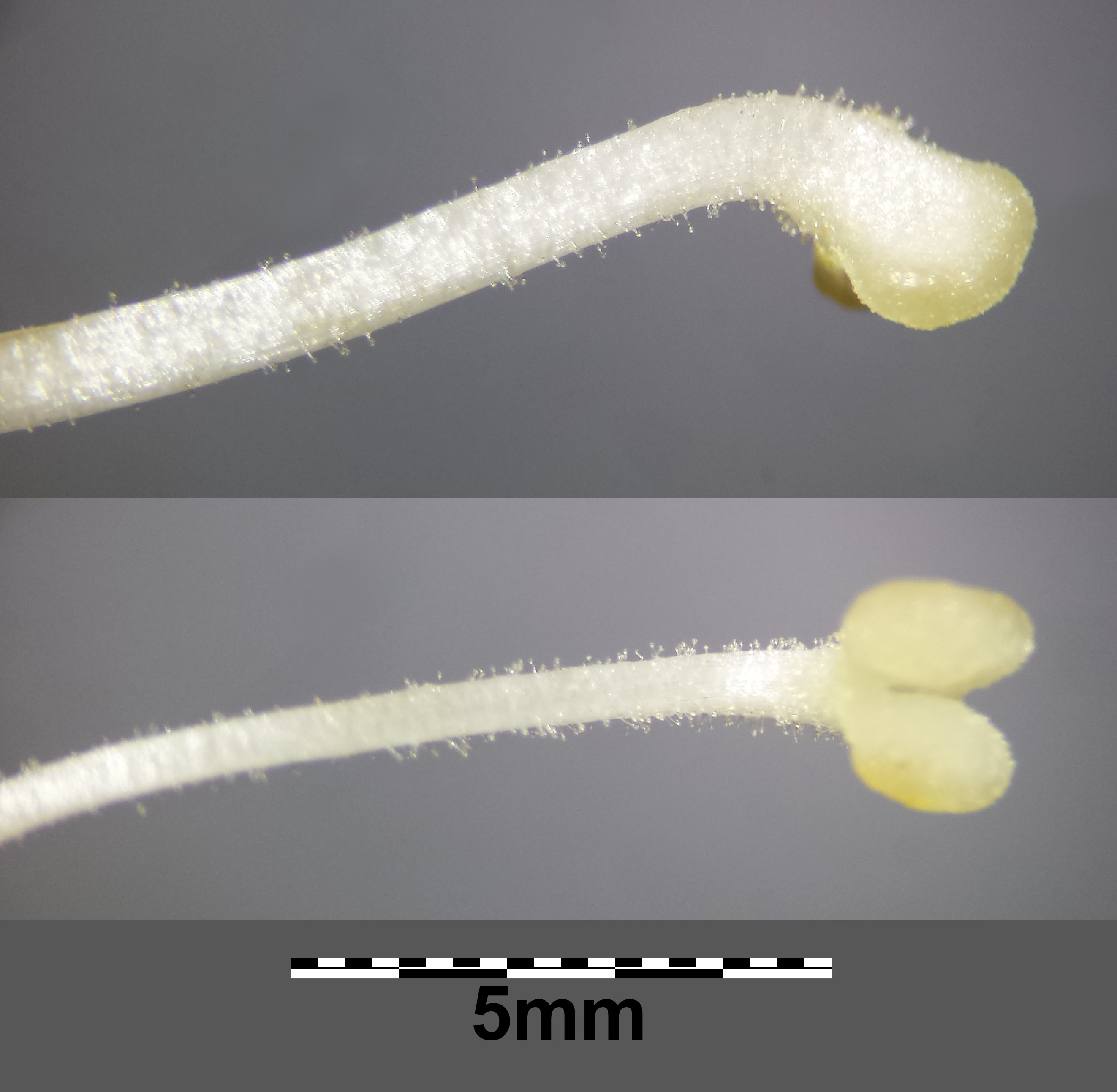
Szyjka słupka i znamię

ŁodygaStalowoniebieska lub fioletowa, ogruczolona, pokryta łuskami, dorasta do 60 cm wysokości.
KwiatyGrzbieciste, na bardzo krótkich szypułkach wyrastających w kątach przysadek, każdy kwiat z dwoma podkwiatkami, zebrane w walcowaty kwiatostan. Kielich dzwonkowaty. 4–5 ząbków kielicha krótszych od rurki. Korona kwiatu przewężona koło nasady pręcików, bladoniebieskofioletowa z purpurowymi żyłkami, u nasady biaława, długości 18–30 mm. Znamię dwułatkowe, białe lub lila.

## Biologia i ekologia
Kwitnie w czerwcu i lipcu, natomiast owoce pojawiają się w lipcu i sierpniu.
Bylina, geofit. Jest rośliną pasożytniczą. Jej żywicielami są rośliny z rodziny astrowatych (Asteraceae), m.in.: krwawnik (Achillea sp.), bylica (Artemisia sp.) i ostrożeń (Cirsium sp.).

## Zagrożenia i ochrona
W latach 2004–2014 roślina była objęta w Polsce ochroną ścisłą, od 2014 roku podlega częściowej ochronie gatunkowej.
Roślina jest umieszczona na Czerwonej liście roślin i grzybów Polski (2006) w grupie gatunków rzadkich, potencjalnie zagrożonych (kategoria zagrożenia R). W wydaniu z 2016 roku otrzymała kategorię CR (krytycznie zagrożony).
Znajduje się także w Polskiej czerwonej księdze roślin w grupie gatunków krytycznie zagrożonych (kategoria zagrożenia CR).